# 김윤주 (아나운서)
김윤주(1981년 3월 21일 ~ )는 대한민국의 CBS 소속 아나운서이다.

## 학력
- 고려대학교 중어중문학 학사

## 출연작

### CBS
- CBS 뉴스 (2008년 5월~)
- 12시에 만납시다 김윤주입니다 (2009년 10월 19일 ~ 2011년 11월 6일)
- 좋은 아침 김윤주입니다 (2011년 11월 7일 ~ 2013년 10월 26일)
- 김형준의 레인보우 스트리트
- 주말엔 김윤주와 (2015년 9월 19일 ~ 2016년 4월 24일)
- Thank You For The Music (2016년 4월 25일 ~ 2017년 4월 30일)
- 오후의 향기 김윤주입니다 (2017년 5월 1일 ~ 2018년 4월 29일)
- 김윤주의 랄랄라 (2020년 ~ )